# Beth Heiden
Elizabeth Lee "Beth" Heiden-Reid (Madison, Wisconsin, 27 september 1959) is een Amerikaanse oud-langebaanschaatsster, wielrenster en langlaufster. Ze is de zus van Eric Heiden.

## Loopbaan
Op het WK Junioren van 1976 eindigde Heiden als tweede in het klassement en behaalde ze afstandzeges op de 1500m en 3000m. Nog geen maand later nam ze deel aan de Winterspelen in Innsbruck en eindigde ze als elfde op de 3000m.
In februari 1977 nam ze eerst deel aan het WK Allround waar ze vierde werd en een bronzen medaille op de 500m en een zilveren medaille op de 3000m in de wacht sleepte. Een week later stond ze aan de start van het WK voor Junioren en prolongeerde haar positie van 1976, ze werd weer tweede, maar nu met afstandzeges op de 1500m en 3000m en een tweede plek op de 1000m. Weer een week later nam ze deel aan het WK Sprint waar ze zevende werd.
Beth Heiden werd afgetekend wereldkampioene op het WK Junioren van 1978 met vier afstandzeges. Een week later meldde ze zich aan de start bij het WK Sprint waar ze tweede werd in het eindklassement, goud op de eerste 500m behaalde en drie zilveren medailles op de andere afstanden. Op het WK Allround, drie weken later, werd ze tiende.
In 1979 veroverde ze de wereldtitel op het WK Allround in Den Haag middels vier afstandzeges, ze was de vierde allroundster die dit bereikte na Laila Schou Nilsen, Verné Lesche, Lidia Skoblikova (2x) en na haar zouden alleen Andrea Mitscherlich, Gunda Niemann, Anni Friesinger en Cindy Klassen haar dit nog na doen. Veertien dagen later prolongeerde ze haar tweede plaats op het WK Sprint en behaalde afstandzeges op de beide 1000 meters. Een week na het WK Sprint prolongeerde ze haar titel op het WK Junioren van 1979 ook dit jaar afgetekend met vier afstandzeges.
Op het WK Allround van 1980 eindigde ze op de tweede plaats in het eindklassement, afstandmedailles behaalde ze op de 1000m (brons) en 3000m (zilver). Drie weken later was ze weer present op het WK Sprint waar ze derde werd, afstandmedailles behaalde ze op de 1000 meters, brons en zilver. Tijdens de Winterspelen in Lake Placid behaalde ze de zesde Olympische medaille voor de familie Heiden door brons te behalen op de 3000 meter.
Beth Heiden nam vier keer deel aan zowel het WK voor Junioren, het WK Allround en het WK Sprint waar ze respectievelijk 13 (12-1-0), 8 (4-2-2) en 8 (3-4-1) afstandmedailles behaalde, op twaalf toernooien 29 medailles.
Na de Olympische Spelen van Lake Placid legde Beth Heiden zich toe op het langlaufen. Hierin was ze in eigen land erg succesvol (twee kampioenstitels in 1983).
Ook bij het wielrennen, dat ze aanvankelijk alleen als training voor de schaatswedstrijden oppakte, boekte ze successen en behaalde ze diverse titels, waaronder de wereldtitel op de weg in 1980.

## Records

### Persoonlijke records
| Afstand    | Tijd    | Datum           | Baan    |
| ---------- | ------- | --------------- | ------- |
| 500 meter  | 41,78   | 6 maart 1980    | Inzell  |
| 1000 meter | 1.23,66 | 21 januari 1980 | Davos   |
| 1500 meter | 2.07,87 | 19 januari 1980 | Davos   |
| 3000 meter | 4.32,60 | 21 januari 1980 | Davos   |
| 5000 meter | 8.06,93 | 18 maart 1979   | Savalen |

Adelskalender 178,529 punten

### Wereldrecords
| Nr. | Afstand      | Tijd    | Datum            | Baan     |
| --- | ------------ | ------- | ---------------- | -------- |
| jr1 | 500 m        | 43,23   | 24 februari 1979 | Grenoble |
| jr2 | 1500 m       | 2.13,57 | 24 februari 1979 | Grenoble |
| jr3 | 1000 m       | 1.26,47 | 25 februari 1979 | Grenoble |
| jr4 | 3000 m       | 4.40,22 | 25 februari 1979 | Grenoble |
| jr5 | minivierkamp | 177,713 | 25 februari 1979 | Grenoble |

### Wereldrecords laaglandbaan (officieus)
| Nr. | Afstand    | Tijd    | Datum           | Baan     |
| --- | ---------- | ------- | --------------- | -------- |
| 1.  | 1000 meter | 1.26,14 | 3 februari 1979 | Den Haag |

## Resultaten
| Jaar | Olympische Spelen                     | WK Allround | WK Sprint | WK Junioren |
| ---- | ------------------------------------- | ----------- | --------- | ----------- |
| 1976 | 11e 3000m                             |             |           | Zilver      |
| 1977 |                                       | 4e          | 7e        | Zilver      |
| 1978 |                                       | 10e         | Zilver    | Goud        |
| 1979 |                                       | Goud        | Zilver    | Goud        |
| 1980 | 7e 500m · 5e 1000m · 7e 1500m · 3000m | Zilver      | Brons     |             |

### Medaillespiegel
| Kampioenschap     | Goud · | Zilver · | Brons · |
| ----------------- | ------ | -------- | ------- |
| Olympische Spelen | 0      | 0        | 1       |
| WK Allround       | 1      | 1        | 0       |
| WK Sprint         | 0      | 2        | 1       |
| WK Junioren       | 2      | 2        | 0       |

## Palmares wielrennen
1980
- Coors International Bicycle Classic

- Library of Congress Control Number: n80130385
- Virtual International Authority File: 23449272
- WorldCat: E39PBJy49BQdK3h4brJqxbwjYP